# Вирбино
Ви́рбино (болг. Върбино) — село в Силістринській області Болгарії. Входить до складу общини Дулово.

## Населення
За даними перепису населення 2011 року у селі проживали 63 особи, з них 60 осіб (95,2%) — болгари.
Розподіл населення за віком у 2011 році:
Динаміка населення: